# Muchajjam Irbid
Muchajjam Irbid (arab. ‏مخيم إربد‎)  – obóz uchodźców palestyńskich w Jordanii, położony na przedmieściach Irbidu.
Został założony w 1951 roku i jest jednym z czterech pierwszych obozów dla uchodźców palestyńskich objętych opieką przez UNRWA na terenie Jordanii. Pozostałe to Muchajjam Dżabal al-Husajn, Muchajjam al-Wehdat i Muchajjam az-Zarka.
W 2023 roku znajdowało się w nim 30 935 osób.